# Індіанаполіс Колтс
«Індіана́поліс Колтс» (англ. Indianapolis Colts) — професійна команда з американського футболу розташована в місті Індіанаполіс в штаті Індіана. Команда є членом Південного дивізіону, Американської футбольної конференції, Національної футбольної ліги.
Команда заснована у 1953 під назвою «Балтимор Колтс» в місті Балтимор у штаті Меріленд. У 1983 році вони переїхали до Індіанаполіс, назви були змінили до «Індіанаполіс Колтс».
Домашнім полем для «Колтс» є Р-Сі-А Доам.
«Колтс» виграли Супербол (чемпіонат Американського футболу) (англ. AFC-NFC Super Bowl) 1970 і 2006 роках.